# Krefelder Fußball-Club Uerdingen 05 2001-2002
Questa voce raccoglie le informazioni riguardanti il Krefelder Fußball-Club Uerdingen 05 nelle competizioni ufficiali della stagione 2001-2002.

## Stagione
Nella stagione 2001-2002 l'Uerdingen, allenato da Jos Luhukay, concluse il campionato di Regionalliga nord al 5º posto. In Coppa di Germania l'Uerdingen fu eliminato agli ottavi dal Colonia.

## Rosa
| N. |                        | Ruolo | Calciatore        |
| -- | ---------------------- | ----- | ----------------- |
| 1  | Germania (bandiera)    | P     | Peter Martin      |
| 2  | Germania (bandiera)    | D     | Jörg Sauerland    |
| 3  | Paesi Bassi (bandiera) | D     | Maurice Koenen    |
| 4  | Rep. Ceca (bandiera)   | D     | Miroslav Janota   |
| 5  | Paesi Bassi (bandiera) | D     | Anton Vriesde     |
| 6  | Germania (bandiera)    | C     | Thorsten Schmugge |
| 7  | Italia (bandiera)      | A     | Giancarlo Fiore   |
| 8  | Turchia (bandiera)     | D     | Erdal Eraslan     |
| 9  | Germania (bandiera)    | A     | Mario Krohm       |
| 10 | Germania (bandiera)    | C     | Erwin Bradasch    |
| 11 | Ghana (bandiera)       | A     | Mohammed Abdulai  |
| 12 | Germania (bandiera)    | C     | Stephan Maaß      |

| N. |                        | Ruolo | Calciatore          |
| -- | ---------------------- | ----- | ------------------- |
| 14 | Germania (bandiera)    | C     | Alexander Nouri     |
| 15 | Germania (bandiera)    | C     | Orhan Özkaya        |
| 16 | Cile (bandiera)        | A     | Sebastian Rodriguez |
| 17 | Brasile (bandiera)     | C     | Zé Luis             |
| 18 | Germania (bandiera)    | C     | Thomas Puschmann    |
| 19 | Germania (bandiera)    | D     | Marcel Domogalla    |
| 20 | Paesi Bassi (bandiera) | D     | Brenny Evers        |
| 21 | Germania (bandiera)    | D     | Enrico Kowski       |
| 23 | Francia (bandiera)     | P     | Romuald Peiser      |
| 24 | Brasile (bandiera)     | A     | Émerson             |
|    | Germania (bandiera)    | P     | Christoph Jacob     |

## Organigramma societario
Area tecnica
- Allenatore: Jos Luhukay
- Allenatore in seconda:
- Preparatore dei portieri:
- Preparatori atletici:
- Analisi video:

## Calciomercato

### Sessione estiva
| Acquisti | Acquisti         | Acquisti             | Acquisti |
| R.       | Nome             | da                   | Modalità |
| -------- | ---------------- | -------------------- | -------- |
| A        | Mohammed Abdulai | Borussia Dortmund II |          |
| A        | Émerson          | MVV                  |          |
| D        | Erdal Eraslan    | Borussia Dortmund II |          |
| D        | Brenny Evers     | Helmond Sport        |          |
| D        | Simon Knipper    | Werder Brema II      |          |
| A        | Mario Krohm      | LR Ahlen             |          |
| P        | Peter Martin     | Fortuna Colonia      |          |
| C        | Alexander Nouri  | Werder Brema II      |          |
| P        | Romuald Peiser   | Bayer Leverkusen II  |          |
| C        | Thomas Puschmann | St. Pauli            |          |
| D        | Jörg Sauerland   | Borussia Dortmund II |          |
| D        | Anton Vriesde    | MVV                  |          |

| Cessioni | Cessioni             | Cessioni               | Cessioni |
| R.       | Nome                 | a                      | Modalità |
| -------- | -------------------- | ---------------------- | -------- |
| A        | Baldur Aðalsteinsson | ÍA Akraness            |          |
| C        | Ihor Dotsenko        | Atlanta Silverbacks    |          |
| D        | Vladimir Hyza        | Wuppertal              |          |
| C        | Rudi Istenič         | Eintracht Braunschweig |          |
| C        | Sebastian Kaul       | Waldhof Mannheim       |          |
| D        | Adama Niang          | Eintracht Braunschweig |          |
| C        | Markus Staar         | Schwarz-Weiß Essen     |          |
| A        | Raffael Tonello      | Kickers Offenbach      |          |
| P        | Stefan Wächter       | Amburgo                |          |

### Sessione invernale
| Acquisti | Acquisti        | Acquisti | Acquisti |
| R.       | Nome            | da       | Modalità |
| -------- | --------------- | -------- | -------- |
| P        | Christoph Jacob | Duisburg |          |

| Cessioni | Cessioni        | Cessioni  | Cessioni |
| R.       | Nome            | a         | Modalità |
| -------- | --------------- | --------- | -------- |
| P        | Sebastian Selke | Bochum II |          |

## Risultati

### Regionalliga

#### Girone di andata
| Dresda 28 luglio 2001, ore 14:00 CEST 1ª giornata        | Dresdner SC | 0 – 2 referto          | Uerdingen 05 | Heinz-Steyer-Stadion (1 112 spett.) |
| \| \| \| \| \| \| Marcatori \| 13’ Krohm 90’ Bradasch \| |             |                        |              |                                     |
|                                                          |             |                        |              |                                     |
|                                                          | Marcatori   | 13’ Krohm 90’ Bradasch |              |                                     |

| Arbitro: | Jauch |

|                |           |            |
| Krohm 54’, 85’ | Marcatori | 81’ Döpper |

| Arbitro: | Thomßen |

|                         |           |                                        |
| Litimba 55’ N'Tsika 77’ | Marcatori | 39’ Sauerland 57’ Bradasch 82’ Abdulai |

| Arbitro: | Schriever |

|                     |           |            |
| Bradasch 70’ (rig.) | Marcatori | 81’ Mamoum |

| Arbitro: | Bley |

|  |           |                     |
|  | Marcatori | 42’ Nouri 90’ Fiore |

| Krefeld 1º settembre 2001, ore 14:00 CEST 6ª giornata | Uerdingen 05 | 0 – 0 referto | Holstein Kiel | Grotenburg Stadion (1 874 spett.)\| Arbitro: \| Grabanowski \| |
| Arbitro:                                              | Grabanowski  |               |               |                                                                |

| Arbitro: | Häcker |

|            |           |  |
| de Wit 44’ | Marcatori |  |

| Arbitro: | Perschke |

|           |           |  |
| Krohm 90’ | Marcatori |  |

| Arbitro: | Melms |

|               |           |  |
| Stuckmann 16’ | Marcatori |  |

| Krefeld 30 settembre 2001, ore 18:00 CEST 10ª giornata               | Uerdingen 05 | 1 – 2 referto            | Bayer Leverkusen II | Grotenburg Stadion (1 100 spett.) |
| \| \| \| \| \| Nouri 20’ \| Marcatori \| 18’ Marquinhos 26’ Džaka \| |              |                          |                     |                                   |
|                                                                      |              |                          |                     |                                   |
| Nouri 20’                                                            | Marcatori    | 18’ Marquinhos 26’ Džaka |                     |                                   |

| Essen 7 ottobre 2001, ore 18:00 CEST 11ª giornata | Rot-Weiss Essen | 0 – 0 referto | Uerdingen 05 | Georg-Melches-Stadion (11 055 spett.)\| Arbitro: \| Meyer \| |
| Arbitro:                                          | Meyer           |               |              |                                                              |

| Arbitro: | Fleske |

|  |           |                         |
|  | Marcatori | 68’ Gockel 76’ Rogowski |

| Arbitro: | Grudzinski |

|                    |           |                                 |
| Koc 31’ Rasche 61’ | Marcatori | 10’ Vriesde 83’ (rig.) Schmugge |

| Arbitro: | Häcker |

|                                             |           |                  |
| Vriesde 60’ Rodriguez 71’ Sidney 75’ (aut.) | Marcatori | 21’ (rig.) Spork |

| Arbitro: | Czech |

|          |           |             |
| Maaß 54’ | Marcatori | 86’ Bärwolf |

| Arbitro: | Kinhöfer |

|            |           |                           |
| Kondev 78’ | Marcatori | 58’ Rodriguez 64’ Émerson |

| Arbitro: | Meiwes |

|             |           |  |
| Émerson 86’ | Marcatori |  |

#### Girone di ritorno
| Arbitro: | Wegener-Gärtner |

|                                        |           |  |
| Özkaya 29’ Sauerland 77’ Rodriguez 90’ | Marcatori |  |

| Arbitro: | Steinhaus-Webb |

|            |           |                        |
| Döpper 53’ | Marcatori | 10’ Özkaya 70’ Émerson |

| Arbitro: | Frank |

|                                                         |           |  |
| Schmugge 31’ (rig.) Rodriguez 38’, 85’ Émerson 63’, 66’ | Marcatori |  |

| Arbitro: | Czech |

|            |           |                          |
| Mamoum 35’ | Marcatori | 17’ (rig.), 33’ Schmugge |

| Arbitro: | Hems |

|             |           |             |
| Émerson 19’ | Marcatori | 65’ Schyrba |

| Arbitro: | Hielscher |

|                            |           |                           |
| Jurgeleit 71’ Guščinas 80’ | Marcatori | 32’ Émerson 86’ Puschmann |

| Arbitro: | Fröhlich |

|           |           |              |
| Evers 60’ | Marcatori | 80’ Teixeira |

| Arbitro: | Voss |

|                                    |           |  |
| Heidrich 19’ Broum 45’ Tetzner 81’ | Marcatori |  |

| Arbitro: | Otte |

|                            |           |                                           |
| Nouri 67’ (rig.) Fiore 77’ | Marcatori | 35’, 87’ Iyodo 71’ Altıntop 90’ Katriniok |

| Arbitro: | Weber |

|           |           |                                   |
| Jerat 85’ | Marcatori | 36’ (rig.) Schmugge 84’ Rodriguez |

| Arbitro: | Späker |

|          |           |          |
| Maaß 13’ | Marcatori | 9’ Weber |

| Arbitro: | Czech |

|                         |           |              |
| Gockel 5’ Sengewald 72’ | Marcatori | 3’ Rodriguez |

| Arbitro: | Hoyzer |

|  |           |                     |
|  | Marcatori | 6’ Mašlej 31’ Papić |

| Arbitro: | Melms |

|                        |           |  |
| Ukrow 3’ Owomoyela 50’ | Marcatori |  |

| Arbitro: | Meyer |

|             |           |             |
| Kruppke 90’ | Marcatori | 45’ Émerson |

| Arbitro: | Frank |

|               |           |  |
| Rodriguez 90’ | Marcatori |  |

| Arbitro: | Hoyzer |

|                                               |           |                                              |
| Podszus 9’ Fröhlich 63’ Demir 77’ Walther 79’ | Marcatori | 3’ Abdulai 7’ (rig.), 28’ Émerson 58’ Özkaya |

### Coppa di Germania
| Arbitro: | Späker |

|           |           |  |
| Fiore 63’ | Marcatori |  |

| Arbitro: | Pickel |

|                                        |                      |                                        |
| Schmugge 80’ (rig.)                    | Marcatori            | 17’ Borowski                           |
| Schmugge Maaß Janota Rodriguez Vriesde | Tiri di rigore 4 – 3 | Bode Borowski Skrypnyk Banović Verlaat |

| Arbitro: | Kircher |

|                                 |                      |                                      |
| Rodriguez 72’                   | Marcatori            | 62’ Kurth                            |
| Schmugge Maaß Rodriguez Émerson | Tiri di rigore 3 – 5 | Keller Baránek Lottner Donkov Cichon |

## Statistiche

### Statistiche di squadra
| Competizione      | Punti | In casa | In casa | In casa | In casa | In casa | In casa | In trasferta | In trasferta | In trasferta | In trasferta | In trasferta | In trasferta | Totale | Totale | Totale | Totale | Totale | Totale | DR |
| Competizione      | Punti | G       | V       | N       | P       | Gf      | Gs      | G            | V            | N            | P            | Gf           | Gs           | G      | V      | N      | P      | Gf     | Gs     | DR |
| ----------------- | ----- | ------- | ------- | ------- | ------- | ------- | ------- | ------------ | ------------ | ------------ | ------------ | ------------ | ------------ | ------ | ------ | ------ | ------ | ------ | ------ | -- |
| Regionalliga nord | 53    | 17      | 7       | 6       | 4       | 24      | 17      | 17           | 7            | 5            | 5            | 25           | 24           | 34     | 14     | 11     | 9      | 49     | 41     | +8 |
| Coppa di Germania | -     | 3       | 1       | 2       | 0       | 3       | 2       | 0            | 0            | 0            | 0            | 0            | 0            | 3      | 1      | 2      | 0      | 3      | 2      | +1 |
| Totale            | 53    | 20      | 8       | 8       | 4       | 27      | 19      | 17           | 7            | 5            | 5            | 25           | 24           | 37     | 15     | 13     | 9      | 52     | 43     | +9 |

### Andamento in campionato
| Giornata  | 1 | 2 | 3 | 4 | 5 | 6 | 7 | 8 | 9 | 10 | 11 | 12 | 13 | 14 | 15 | 16 | 17 | 18 | 19 | 20 | 21 | 22 | 23 | 24 | 25 | 26 | 27 | 28 | 29 | 30 | 31 | 32 | 33 | 34 |
| --------- | - | - | - | - | - | - | - | - | - | -- | -- | -- | -- | -- | -- | -- | -- | -- | -- | -- | -- | -- | -- | -- | -- | -- | -- | -- | -- | -- | -- | -- | -- | -- |
| Luogo     | T | C | T | C | T | C | T | C | T | C  | T  | C  | T  | C  | C  | T  | C  | C  | T  | C  | T  | C  | T  | C  | T  | C  | T  | C  | T  | C  | T  | T  | C  | T  |
| Risultato | V | V | V | N | V | N | P | V | P | P  | N  | P  | N  | V  | N  | V  | V  | V  | V  | V  | V  | N  | N  | N  | P  | P  | V  | N  | P  | P  | P  | N  | V  | N  |
| Posizione | 4 | 4 | 2 | 2 | 2 | 2 | 3 | 3 | 3 | 5  | 5  | 8  | 7  | 7  | 7  | 6  | 5  | 5  | 4  | 3  | 3  | 3  | 4  | 4  | 4  | 4  | 4  | 5  | 5  | 6  | 6  | 6  | 5  | 5  |

Legenda:

Luogo: C = Casa; T = Trasferta. Risultato: V = Vittoria; N = Pareggio; P = Sconfitta.

### Statistiche dei giocatori
| Giocatore    | Regionalliga nord | Regionalliga nord | Regionalliga nord | Regionalliga nord | Coppa di Germania | Coppa di Germania | Coppa di Germania | Coppa di Germania | Totale   | Totale | Totale      | Totale     |
| Giocatore    | Presenze          | Reti              | Ammonizioni       | Espulsioni        | Presenze          | Reti              | Ammonizioni       | Espulsioni        | Presenze | Reti   | Ammonizioni | Espulsioni |
| ------------ | ----------------- | ----------------- | ----------------- | ----------------- | ----------------- | ----------------- | ----------------- | ----------------- | -------- | ------ | ----------- | ---------- |
| M. Abdulai   | 29                | 2                 | 0                 | 0                 | 3                 | 0                 | 0                 | 0                 | 32       | 2      | 0           | 0          |
| E. Bradasch  | 22                | 3                 | 1                 | 1                 | 1                 | 0                 | 0                 | 0                 | 23       | 3      | 1           | 1          |
| M. Domogalla | 0                 | 0                 | 0                 | 0                 | 0                 | 0                 | 0                 | 0                 | 0        | 0      | 0           | 0          |
| E. Eraslan   | 22                | 0                 | 2                 | 0                 | 3                 | 0                 | 0                 | 0                 | 25       | 0      | 2           | 0          |
| B. Evers     | 21                | 1                 | 1                 | 0                 | 1                 | 0                 | 0                 | 0                 | 22       | 1      | 1           | 0          |
| G. Fiore     | 31                | 2                 | 0                 | 0                 | 3                 | 1                 | 0                 | 0                 | 34       | 3      | 0           | 0          |
| C. Jacob     | 0                 | 0                 | 0                 | 0                 | 0                 | 0                 | 0                 | 0                 | 0        | 0      | 0           | 0          |
| M. Janota    | 20                | 0                 | 2                 | 0                 | 2                 | 0                 | 0                 | 0                 | 22       | 0      | 2           | 0          |
| M. Koenen    | 30                | 0                 | 8                 | 1                 | 3                 | 0                 | 0                 | 0                 | 33       | 0      | 8           | 1          |
| E. Kowski    | 3                 | 0                 | 0                 | 0                 | 0                 | 0                 | 0                 | 0                 | 3        | 0      | 0           | 0          |
| M. Krohm     | 18                | 4                 | 0                 | 0                 | 0                 | 0                 | 0                 | 0                 | 18       | 4      | 0           | 0          |
| Z. Luis      | 12                | 0                 | 2                 | 0                 | 1                 | 0                 | 0                 | 0                 | 13       | 0      | 2           | 0          |
| S. Maaß      | 29                | 2                 | 8                 | 0                 | 3                 | 0                 | 1                 | 0                 | 32       | 2      | 9           | 0          |
| P. Martin    | 28                | 0                 | 2                 | 0                 | 2                 | 0                 | 0                 | 0                 | 30       | 0      | 2           | 0          |
| A. Nouri     | 30                | 3                 | 6                 | 0                 | 2                 | 0                 | 0                 | 0                 | 32       | 3      | 6           | 0          |
| R. Peiser    | 6                 | 0                 | 0                 | 0                 | 1                 | 0                 | 0                 | 0                 | 7        | 0      | 0           | 0          |
| T. Puschmann | 17                | 1                 | 6                 | 0                 | 2                 | 0                 | 0                 | 0                 | 19       | 1      | 6           | 0          |
| S. Rodriguez | 25                | 8                 | 1                 | 1                 | 2                 | 1                 | 1                 | 0                 | 27       | 9      | 2           | 1          |
| J. Sauerland | 26                | 2                 | 4                 | 0                 | 3                 | 0                 | 0                 | 0                 | 29       | 2      | 4           | 0          |
| T. Schmugge  | 30                | 5                 | 9                 | 1                 | 3                 | 1                 | 0                 | 0                 | 33       | 6      | 9           | 1          |
| A. Vriesde   | 33                | 2                 | 13                | 1                 | 3                 | 0                 | 0                 | 0                 | 36       | 2      | 13          | 1          |
| É. Émerson   | 15                | 10                | 1                 | 0                 | 2                 | 0                 | 0                 | 0                 | 17       | 10     | 1           | 0          |
| O. Özkaya    | 20                | 3                 | 1                 | 0                 | 0                 | 0                 | 0                 | 0                 | 20       | 3      | 1           | 0          |